# 천궁도 점성술
천궁도 점성술(天宮圖 占星術, horoscopic astrology)은 특정 순간의 행성의 배치의 기저를 이루는 고유의 의미를 해석하기 위해 그 순간에 대한 하늘의 시각적 표현인 천궁도를 사용하는 점성술의 한 방식이다. 그것의 개념은 특히 누구의 출생이나 무엇의 발생과 같은 어느 순간의 행성의 배치가 그 순간의 본질을 반영한다는 것이며, 그러함은 천궁도와 그 속의 '언어'나 기호를 해석하기 위한 여러 가지 규칙을 사용하여 분석될 수 있다.
점성술에서 이 방식을 다른 전통과 구별짓게 하는 규정된 특징들 가운데 하나는 특정 순간에 황도가 배경이 되어 떠오르는 상승점이라고 알려진 동쪽 지평선의 도수에 대한 계산이다. 상승점을 사용하지 않는 점성술의 어떤 체계는 다소의 예외는 있지만, 일반적으로 천궁도 점성술의 범주에 들지 않는다.

## 개요
문학 자료들에 근거하여, 천궁도 점성술은 서력기원전 2세기 후반이나 그 1세기 초에 지중해 연안 지역 특히 헬레니즘 이집트에서 처음 등장했다고 전해진다. 고대의 헬레니즘 점성술은 상승점을 천궁도의 첫 번째 천체 하우스로 정했고, 그리스어로 상승점을 뜻하는 단어는 오로스코포스였다. 그것은 현대에 천체의 전체 도해를 의미하게 된 영문 용어 "하러스코프(horoscope)"가 파생된 단어이다. 천궁도 점성술은 고대 인도에서도 실천되었으며, 현대의 베다 점성술이 그것의 잔존하는 방식이다.
본질적으로, 천궁도 점성술은 점성학적 천체도를 해당 순간에 대상으로부터 투영되는 여러 천체와 가상점의 외견상 위치를 반영하는 그림으로 시작된다. 일반적인 대부분의 천궁도 점성술의 응용에 있어서, 개인의 성격과 심리적 경향 그리고 어느 정도까지는 운명을 알기 위해서 그 사람의 출생 차트가 분석된다. 이론적으로, 천궁도는 조직과 국가, 동물 그리고 심지어는 물건(예를 들면, 배와 자동차 그리고 비행기)까지도 포함하는 어느 실체의 시작에 대해서도 그려질 수 있다.

## 부문
천궁도 점성술에는 네 가지 주요 부문이 있다.

### 출생 점성술
출생 점성술(出生 占星術, natal astrology) 또는 탄생 점성술(誕生 占星術, genethliacal astrology)은 각각의 개인의 성격이나 삶의 진로는 출생 때의 정확한 날짜와 시간 그리고 장소에 대한 출생 천궁도가 구성됨으로 결정될 수 있다는 개념에 기반하는 점성술 체계이다. 출생 점성술은 동양과 서양의 전통 모두에서 발견된다.

### 세속 점성술
세속 점성술(世俗 占星術, mundane astrology) 또는 정치 점성술(政治 占星術, political astrology)은 세속의 일과 사건에 대한 점성술의 응용이다. 그 용어는 로마어로 "세계"를 뜻하는 문두스(Mundus)에서 파생되었다. 세속 점성술은 판별 점성술(判別 占星術, judicial astrology)의 한 갈래이며 널리 점성 역사가들에게 가장 고대의 점성술 부문으로 인정된다. 많은 연대와 고대의 세속 점성가들은 (지진과 화산 분출 등과 같은) 지질학적 현상과 천문적 현상(지구에 대한 천체의 움직임) 사이에 있는 상관성을 믿었다.

### 택일 점성술
택일 점성술(擇日 占星術, electional astrology)은 업무의 개시나 조직체의 설립과 같은 일이나 사업을 시작하기에 가장 길한 순간을 결정하는 것과 관련된다. 그것은 그 활동을 수행하기 위한 최고의 시간을 제안하기 위해서 개인이나 포함되는 사람들 그리고 그 장소도 고려한다.

### 순간 점성술
순간 점성술(瞬間 占星術, horary astrology)은 점성가가 특정 질문이 주어진 정확한 시간과 장소의 천궁도를 구성함으로써 그 질문에 답하려 하는 시도이다. 그 답은 간단이 예나 아니오가 될 수도 있지만, 일반적으로,  질문자의 동기와 문제에 관련된 다른 사람들의 동기 그리고 그 사람이 할 수 있는 선택 등에 대한 통찰이 더해진다.

## 참고
- http://astrologynotes.org/wiki/Horoscopic_astrology 보관됨 2011-07-05 - 웨이백 머신 2013년 4월 17일 확인.: GNU 자유 문서 사용 허가

## 같이 보기
- 헬레니즘 점성술
- 점성술의 역사